# Heteropyxidaceae
Classification APG II (2003)
Famille
Classification APG III (2009)
Les Heteropyxidaceae (ou les Hétéropyxidacées en français) sont une petite famille de plantes à fleurs dicotylédones qui comprend trois espèces du genre Heteropyxis.
Ce sont des petits arbres à feuilles alternes originaires des régions tropicales d'Afrique australe.

## Étymologie
Le nom vient du genre Heteropyxis (en), composé du grec ἕτερος / eteros, « différent ; autre ; opposé », et πυξις / pyxis, boite, en références aux capsules du fruit. 

## Classification
En classification classique de Cronquist (1981), cette famille n'existe pas : ces plantes sont assignées aux Myrtacées.
La famille existe en classification phylogénétique APG (1998) et En classification phylogénétique APG II (2003).
En classification phylogénétique APG III (2009), cette famille est de nouveau invalide et ses genres sont incorporés dans la famille des Myrtaceae.